# 规范形

以多重集为规范形进行算法易位构词游戏测试：以C语言数组形式给出字符串“madam curie”“radium came”。通过排序，将每个字符串窜转为规范形。由于两个字符串排序后完全相同，因此原字符串实为彼此的变形。

数学和计算机科学中，数学对象的标准形、规范形是将该对象作为表达式呈现的标准方式。通常来说，它提供了对象的最简单的表示，并允许以独特的方式识别。“规范（canonical）”与“标准（normal）”的区别因领域而异，大多数时候规范形都规定了对象的唯一表示形式，而标准形则不要求唯一性。
用小数表示，自然数的规范形是不以0开头的有限数字序列。更一般地说，对于定义了等价关系的一类对象，规范形包括每类中的特定对象。例如
- 若尔当标准形是描述矩阵相似的规范形。
- 若将矩阵及其与可逆方阵的左乘视作等价，则阶梯型矩阵是规范形。

在计算机科学与计算机代数中，在计算机中有很多方法表示同一个数学对象。这时，规范形是对每个对象都有唯一表示的表示法（典型化是将某种表示转换为规范形的过程。因此，测试两个对象的规范形是否相等，便可轻松地验证它们是否等价。
规范形经常依赖于任意选择（如变量排序），给测试两个对象是否等价的独立计算带来困难。因此，在计算机代数中，标准形是很弱的概念：标准形中，0的表示是唯一的，因此可以通过对两个对象作差、置于标准形中，来检验它们是否相等。
规范形也可以指以自然（规范）方式定义的微分形式。

## 定义
给定对象集合S以及其上的等价关系R ，则指定S中的一些对象为“规范形”，这样所考虑的每个对象都等价于规范形的某个对象。换句话说S中的规范形代表一类等价类。要检验两个对象是否等价，只需检验其规范形是否等价。
因此，规范形提供了分类定理，还为类中的对象提供了代表形式。
形式上，集合S上等价关系R的规范化是一个映射c:S→S，对所有s、s1、s2 ∈ S：
1. c(s) = c(c(s))   （幂等性）；
2. s1 R s2，当且仅当c(s1) = c(s2)   （决定性）；
3. s R c(s)  （代表性）。

性质3是冗余的：将性质2应用于性质1即可得出。
在实际应用中，能识别规范形往往是有利的。还有一个实际的算法问题需要考虑：如何将S中的给定对象s转换为规范形式s*？规范形一般用于更有效地运算等价类。例如，模算术中，同余类的规范形通常是其中的最小非负整数。类运算可以组合这些代表形，并将结果还原为最小非负余数。
唯一性要求有时会被放宽，允许形式在更精细的等价关系下是唯一的。
规范形可能只是惯例，也可能来自定理。例如，多项式在书写时通常按幂次递减：如x2 + x + 30，而非x + 30 + x2。相对地，矩阵的若尔当标准形来自定理。

## 示例

### 大数记号
标准形用于书写极大的数字，其中最知名的是科学计数法。

### 数论
- 正整数的规范表示
- 连分数的标准形

### 线性代数
| 对象                  | A等价于B的条件                             | 规范形                             | 注释                           |
| --------------------- | ------------------------------------------ | ---------------------------------- | ------------------------------ |
| 复数正规矩阵          | {\displaystyle A=U^{*}BU}，酉矩阵U         | 对角矩阵（重排序）                 | 谱定理                         |
| 复数矩阵              | {\displaystyle A=UBV^{*}}，酉矩阵U、V      | 元素为正实数的对角阵（降序）       | 奇异值分解                     |
| 代数闭域矩阵          | {\displaystyle A=P^{-1}BP}，非奇异方阵P    | 若尔当标准形（块重排序）           |                                |
| 代数闭域矩阵          | {\displaystyle A=P^{-1}BP}，非奇异方阵P    | 韦尔规范形（块重排序）             |                                |
| 域矩阵                | {\displaystyle A=P^{-1}BP}，非奇异方阵P    | 弗罗贝尼乌斯标准形                 |                                |
| 主理想域矩阵          | {\displaystyle A=P^{-1}BQ}，非奇异方阵P、Q | 史密斯标准形                       | 可逆的基本行列变换不影响等价性 |
| 整数矩阵              | {\displaystyle A=UB}，幺模矩阵U            | 埃尔米特标准形                     |                                |
| 整数模n矩阵           |                                            | 豪厄尔标准形                       |                                |
| 域K上的有限维向量空间 | A、B作为向量空间同构                       | {\displaystyle K^{n}}，n为非负整数 |                                |

### 代数
| 对象                      | A等价于B的条件   | 标准形                           |
| ------------------------- | ---------------- | -------------------------------- |
| 有限生成R-模，R为主理想域 | A、B作为R-模同构 | 初等分解（重排序）或不变因子分解 |

### 几何
解析几何中：
- 直线方程：Ax + By = C，而 A2 + B2 = 1（C ≥ 0）
- 圆方程：{\displaystyle (x-h)^{2}+(y-k)^{2}=r^{2}}

方程还有其他书写形式。例如，直线方程可以写作点斜式和斜截式的一次方程。
凸多胞形可以表示为标准形：
- 所有面都是平的；
- 所有边都与单位球面相切；
- 多面体的中心店位于原点。[3]

### 可积系统
所有可微流形都有余切丛，总可以被赋予某种微分形式，称为重言1形式。这种形式使余切丛具有辛流形的结构，并允许流形上的向量场通过欧拉-拉格朗日方程或哈密顿力学进行积分，这种可积的微分方程系统称为可积系统。

### 动力系统
动力系统研究与可积系统有所重合；在动力系统研究中，我们也有标准形的概念。

### 三维几何
三维流形研究中，有第一基本形式、第二基本形式与第三基本形式。

### 函数分析
| 对象                          | A、B等价的条件                               | 标准形                                                                        |
| ----------------------------- | -------------------------------------------- | ----------------------------------------------------------------------------- |
| 希尔伯特空间                  | A、B均为有限维希尔伯特空间，则A、B保距同构。 | {\displaystyle \ell ^{2}(I)}数列空间（将索引集I换为另一个等势索引集的意义上） |
| 有单位（unit）的可交换C*-代数 | A、B作为C*-代数同构                          | 紧豪斯多夫空间上的连续函数代数{\displaystyle C(X)}，与基空间同胚的意义上。    |

### 经典逻辑
- 否定范式
- 合取范式
- 析取范式
- 代数范式
- 前束范式
- 斯科伦范式
- Blake范式，也称为素蕴涵的完全和、完全和或析取素形式

### 集合论
- 序数的康托尔范式

### 改写系统
改变公式的形式的符号操作称为公式的“改写”（rewriting）。可以研究可对公式进行有效操作的规则集合，以研究公式改写的抽象性质，也就是“改写规则”——抽象改写系统的一个部分。常见问题是，有没有可能将某些通用表达式变为一种单一的、通用的形式，即标准形。若不同的改写序列仍能得到相同的形式，则这种形式就可称为标准形，改写则称为汇合（confluent）。标准形不总可得。

### λ演算
- 若不能进行beta还原，则lambda项就是Beta范式；λ演算是抽象改写系统的一种特殊情况。例如，在无类型的lambda演算中，{\displaystyle (\lambda x.(xx)\;\lambda x.(xx))}项没有标准形。在有类型的lambda演算中，每个形式良好的项都可改写为标准形。

### 图论
图论中，图规范化是找到给定图G的规范形的过程。图的规范形是与G图同构的有标号图Canon(G)，这样，与G同构的图都具有与G相同的规范图，也就实现了图同构的判断。

### 计算 (计算机科学)
在计算中，将数据还原为任一种规范形通常称为“数据规范化”（data normalization）。
例如，数据库规范化是对关系数据库的字段和数据库表进行调整，以尽量减少数据冗余与依赖的过程。
在软件安全领域，常见的漏洞是未经检查的恶意输入（参见代码注入），解决方法是进行适当的数据确认。在进行输入验证之前，通常会通过消除编码（如HTML字符编码）和将其化为单一通用字符编码的方式进行正规化处理。
其他形式的数据（通常与信号处理，包括音频、图像，以及机器学习）也可以进行规范化处理，以将数值范围框定得有限。
在内容管理中适用单一信源（SSOT）的概念，与数据库规范化和软件开发相仿。功能强大的内容管理系统可以提供获取单一信源的合理方法，例如嵌入。